# Helmholtz-Lagrangesche Invariante
Die Helmholtz-Lagrangesche Invariante (nach Helmholtz und Lagrange) stellt in der paraxialen Optik den Zusammenhang zwischen Abbildungsmaßstab und Winkelverhältnis dar:
{\displaystyle {\begin{aligned}y\cdot n\cdot \sigma &=y'\cdot n'\cdot \sigma '\\\Leftrightarrow {\frac {n}{n'}}\cdot {\frac {\sigma }{\sigma '}}&={\frac {y'}{y}}\end{aligned}}}
mit
- y bzw. y' = Objekt- bzw. Bildgröße (jeweils ' für die Bildseite)
  - {\displaystyle {\frac {y'}{y}}} = Abbildungsmaßstab
- n bzw. n' = objekt- bzw. bildseitiger Brechungsindex
- σ bzw. σ' = objekt- bzw. bildseitiger Strahlwinkel.[1]

Bei einer optischen Abbildung ist demnach das Produkt aus Objekt/Bild-Größe, Brechungsindex und Strahlwinkel auf der Objekt- und der Bildseite gleich.
Eine ähnliche Grundaussage der paraxialen Optik ist die Abbesche Invariante.